# 水坝广场
水坝广场（荷蘭語：de Dam）是荷兰首都阿姆斯特丹的一个广场，由于位于市中心黄金位置又拥有醒目的建筑物和频繁的活动而著名。

## 历史
水坝广场位于阿姆斯特丹老城区的中心，距离中央火车站750米。形状大致呈长方形，东西长200米，南北约100米。广场曾经是阿姆斯特丹唯一的市中心广场。阿姆斯特河曾经流经广场,河上的第一个水坝就建在这里,因此得名。阿姆斯特丹(Amster-dam,意思是阿姆斯特河上的水坝)的名字就是这么来的。王宫前的阿姆斯特河汊直到1858年后才被填平.在东北角不远就是红灯区德瓦伦（de Wallen）和阿姆斯特丹唐人街。
在荷兰王室搬去海牙居住後，王宫與旁邊的廣場成为接待国外重要来宾的場所。例如2014年3月，荷兰国王威廉亚历山大在王宫门前接待中华人民共和国主席习近平。

## 地理位置
王宫位在广场的西面，是新古典主义風格的建築，自1655年起为阿姆斯特丹市政厅，1808年改为阿姆斯特丹王宫，是荷兰王室三大王宫之一。王宫北侧是新教堂。广场南侧是杜莎夫人蜡像馆，广场北侧是女王店，广场东侧是国家纪念碑。

## 画廊

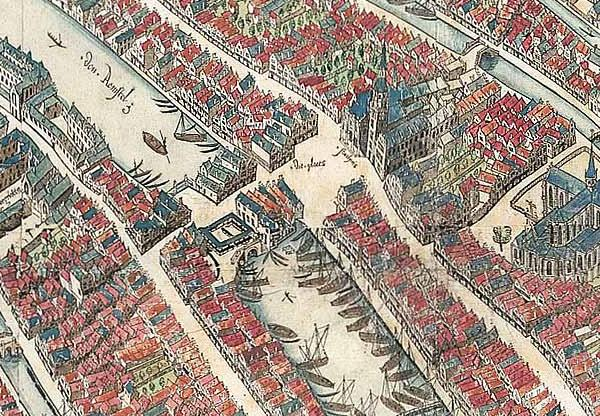
1544年描绘的广场
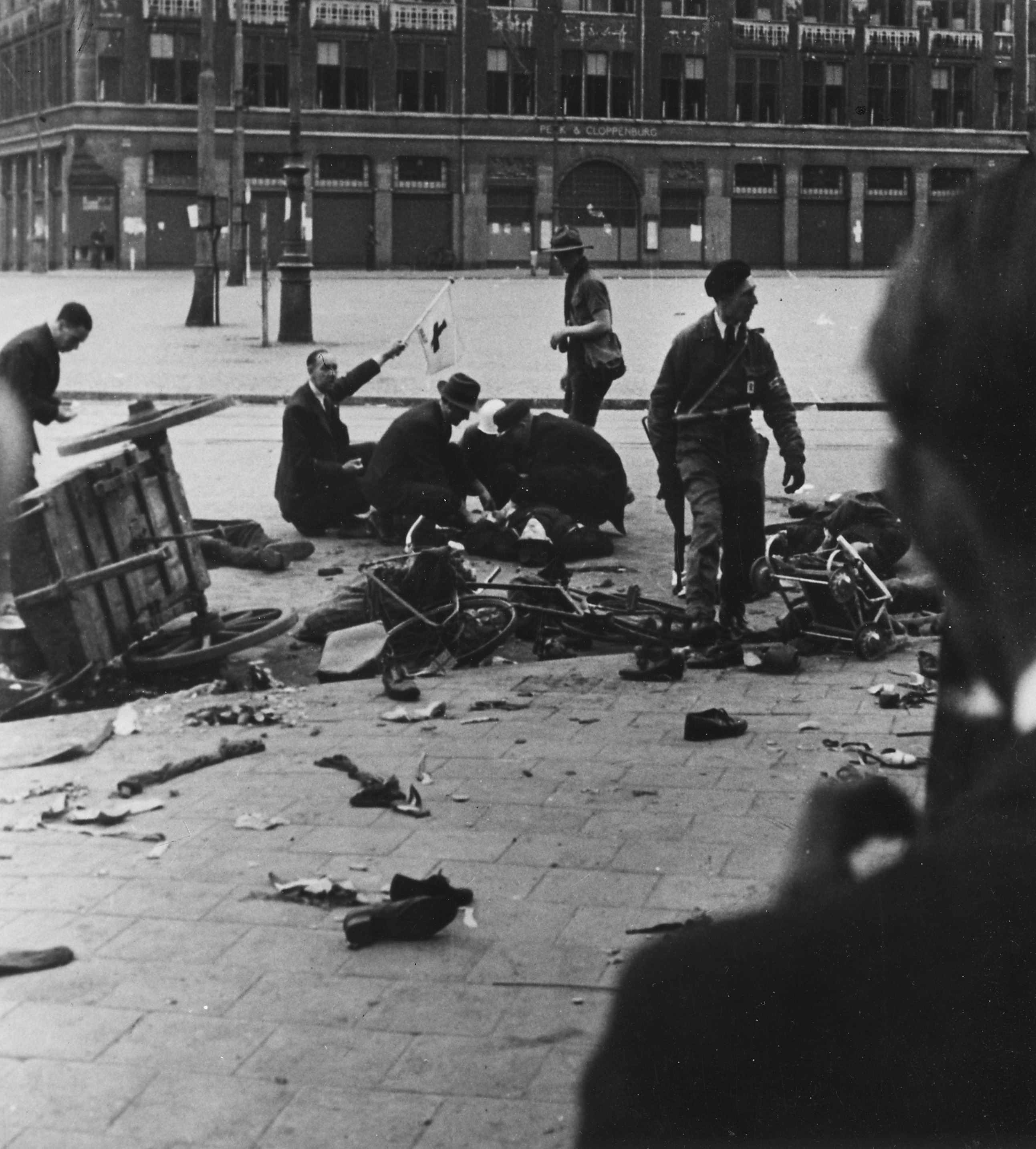
第二次世界大战快结束时的1945年5月7日枪击案
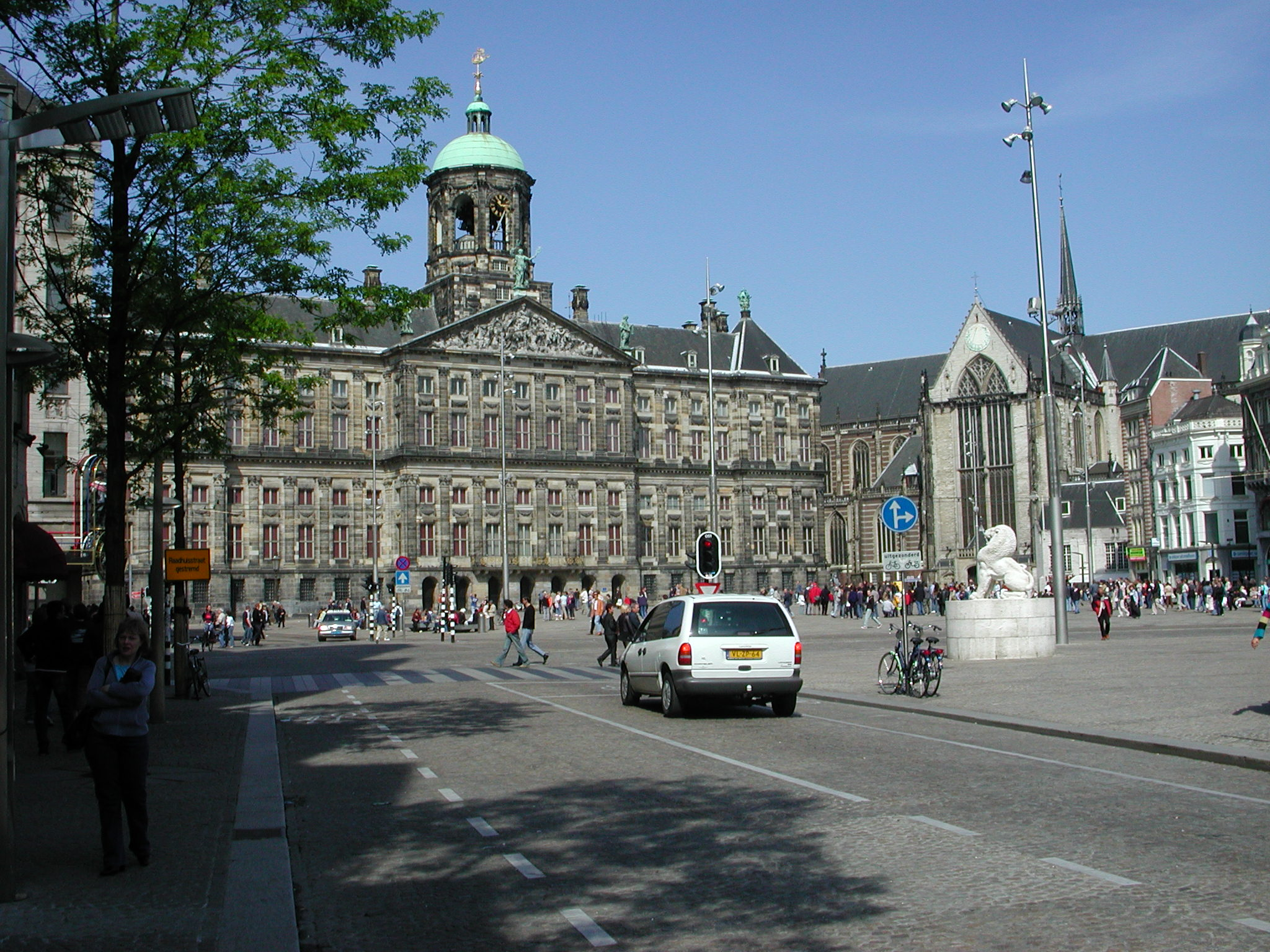
水坝广场和阿姆斯特丹王宫
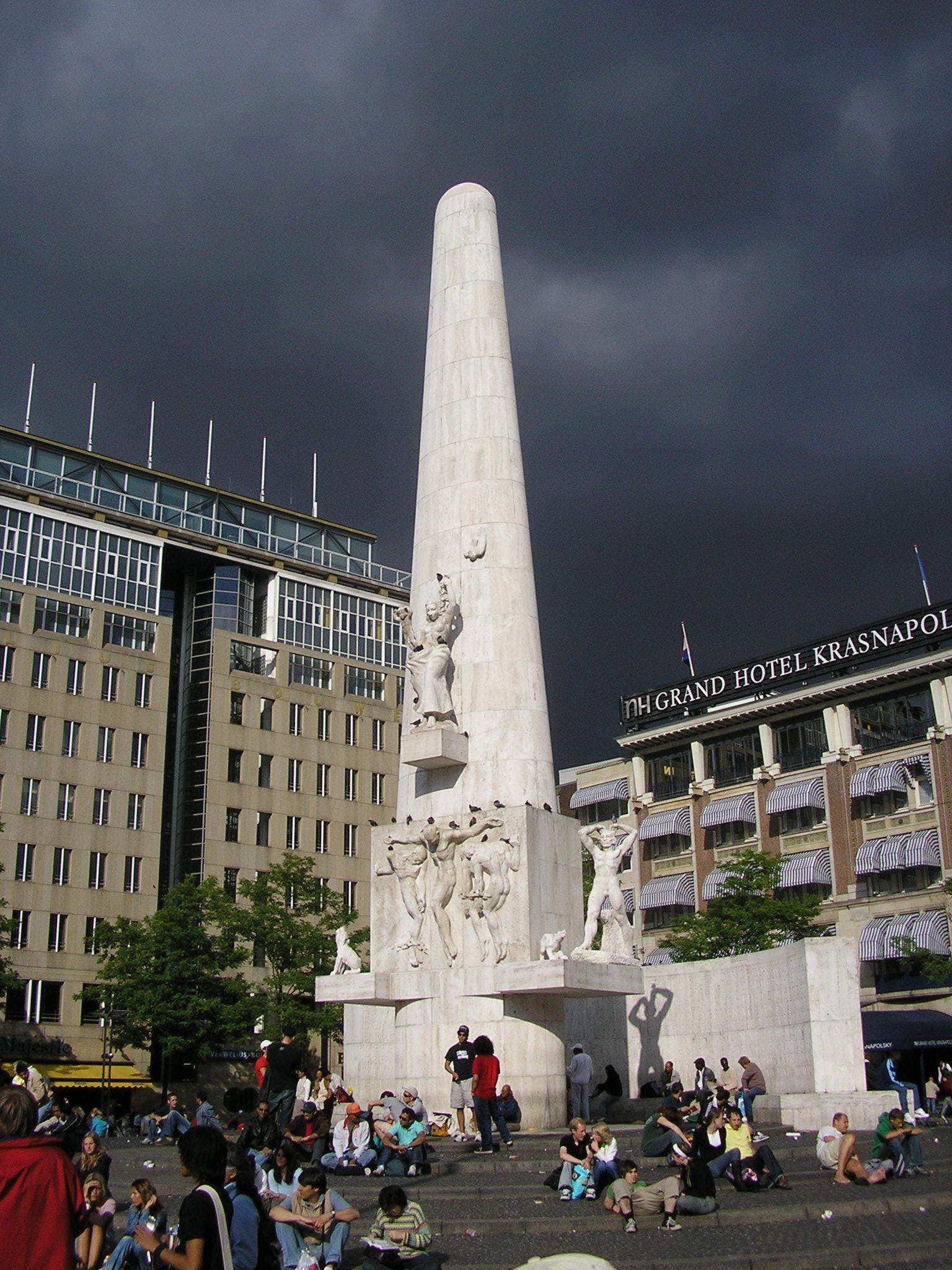
国家纪念碑（National Monument），其右侧是克拉斯那不勒斯基大饭店 （Hotel Krasnapolsky）
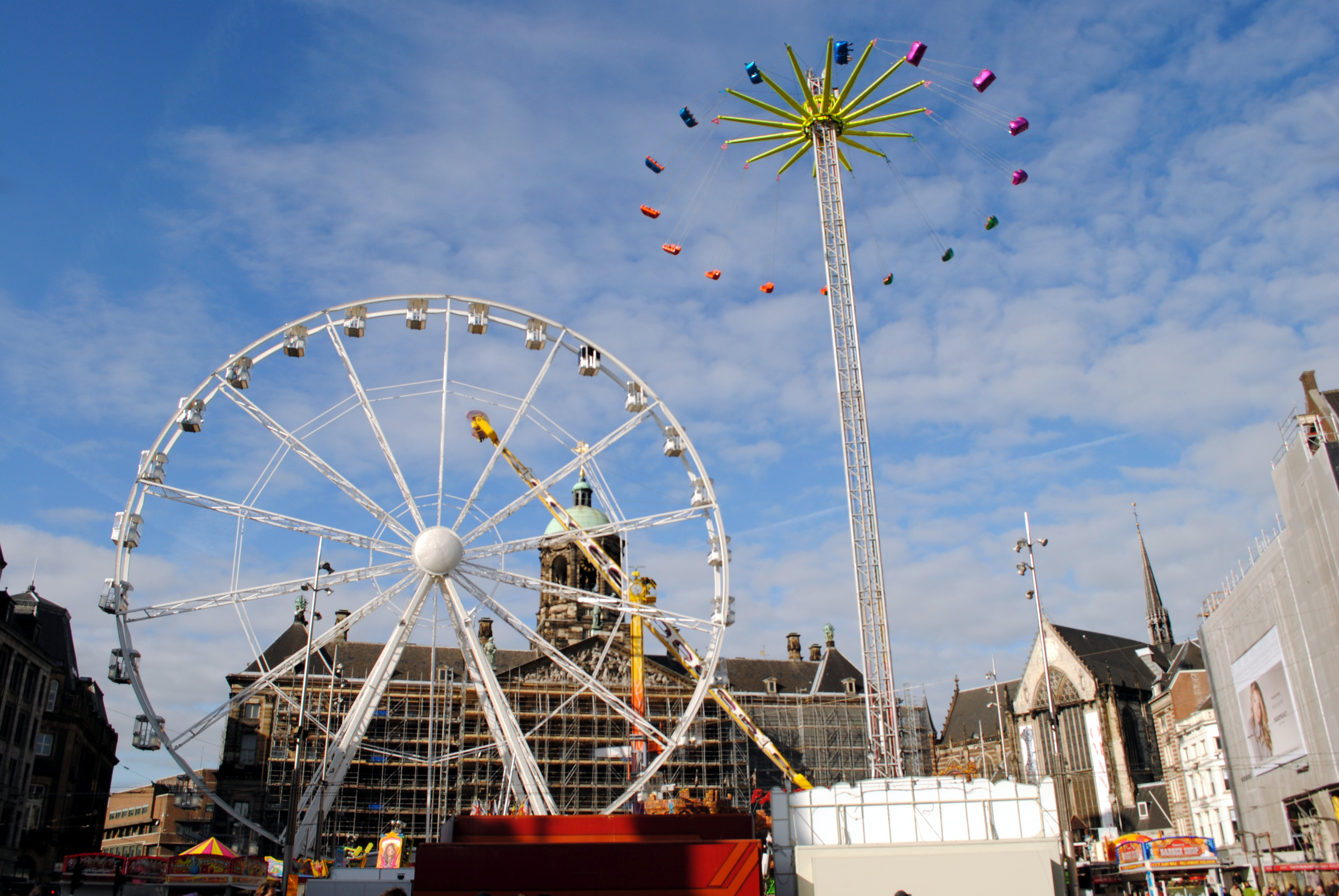
每年定期来几次的嘉年华